# Андерсон, Тори
Викто́рия (То́ри) А́ндерсон (англ. Victoria "Tori" Anderson, род. 29 декабря 1988, Эдмонтон) — канадская телевизионная актриса. Наиболее известна по роли Эви в телесериале «Завтра не наступит».

## Биография
Андерсон родилась в Эдмонтоне, Альберта и окончила Среднюю школу Фрэнсиса Келси в Милл Бэй, Британская Колумбия. Она получила диплом бакалавра изящных искусств в Йоркском университете, с отличием окончив отделение актёрского мастерства в 2011 году.
В 2014 году Андерсон получила роль доктора Лондон Блейк (старшей сестры главной героини) в телесериале «Открытое сердце». Кроме этого, она появилась в веб-сериале «MsLabelled» в роли пиар-эксперта Дрю. В 2016 году Андерсон играла второстепенную роль в телесериале «Иное королевство» (королева Титания, мать главной героини).
Осенью 2016 года на The CW вышел телесериал «Завтра не наступит» с Андерсон в главной женской роли.